# Anjos do Inferno
Anjos do Inferno foi um conjunto vocal e instrumental brasileiro de samba e marchinha de carnaval formado em 1934. O grupo teve diversas formações ao longo de uns 30 anos, mas mesmo assim conseguiu criar uma identidade sonora típica, devida principalmente ao pistom. O nome veio como ironia à orquestra Diabos do Céu, dirigida por Pixinguinha e muito popular nos anos 1930.
O auge da carreira do conjunto foi nos anos 1940, na época de ouro do rádio.[carece de fontes?] Foram contratados pelas principais emissoras de rádio do Brasil, tocaram em cassinos e gravaram diversos sucessos de carnaval. O conjunto excursionou pela América Latina e Estados Unidos, onde tocou com Carmen Miranda. No total, gravaram 86 discos pela Columbia, Continental, Copacabana e RCA Victor.

## Carreira
Foi fundado em 1934, pelos irmãos Antônio e José Barbosa, junto com outros integrantes, como Oto Alvez Borges (ele é irmão do compositor Paulo Borges). Em 1936, Oto Borges sai do grupo para poder trabalhar no Banco do Brasil, quando é substituído por Léo Vilar. Algum tempo depois, o grupo foi contratado pela gravadora Columbia e em fevereiro de 1937 lançou o primeiro disco 78 rpm com música no estilo samba e no estilo marcha. Também neste mês o grupo gravou outro disco 78 rpm tendo música no estilo samba e samba batucada. Nessa mesma época, compareceu na Rádio Cajuti e também começou a trabalhar no Cassino Icaraí no município de Niterói.
Em 1938, Antônio Barbosa, José Barbosa e Milton Campos foram substituídos por Alberto Paz, Aluísio Ferreira e Harry Vasco de Almeida e em seguida o grupo foi contrato pela Rádio Tupi. Nessa rádio, o grupo ficou oito anos e em 1939, grava sambas, no estilo marcha. Em 1940, o grupo conseguiu lançar o primeiro grande sucesso, que foi o samba canção "Bahia, oi!...Bahia" (composição de Vicente Paiva e Augusto Mesquita). Também em 1940, gravou samba, marcha, rumbo e jongo.
Em 1941, o grupo compôs, para o carnaval, as marchas "Quebra Tudo" e "Três Maria". Também foi neste ano que fez muito sucesso com o samba "Brasil pandeiro" (composição de Assis Valente), e gravando outros sambas e fizeram sucesso, como "Já que está deixa ficar" (também composição de Assis Valente). O integrante Léo Vilar se desentendeu com Assis Valentes e por isso a música "Já que está deixa ficar" é sua última canção com o grupo. Também em 1941, outro sucesso é gravado: "Você foi a bahia?" (composição Dorival Caymmi).
Em 1942, é gravado a marcha "Nós os carecas", para o carnaval daquele ano. Outro sucesso do grupo, neste ano, foi a batucada "Nega do cabelo duro" (composição de Rubens Soares e David Nasser). O ano também é marcado pela modificação na formação do grupo, quando os integrantes Alberto Paz, Felipe Brasil e Moacir Bittencourt foram substituídos por Hélio Verri, Walther Pinheiro e Roberto Medeiros. Walther Pinheiro, ficou pouco tempo, sendo substituído por Renato Batista. O grupo chegou a gravar músicas com Renato Batista na formação, como "Vatapá" e "Rosa morena", e neste mesmo ano, Walther Pinheiro voltou ao grupo, e num curto período, atuou como um hepteto, desfazendo-se quando Renato Batista saiu, voltando a ser um sexteto.
Em 1943, o grupo trocou a gravadora Columbia no Brasil pela Continental, gravando samba, samba-swing e marcha. Em 1944, foram contratado pela Victor e em 1945 gravaram "Carlota", "Alô Querida" e "Bolinha de papel". Neste ano, o grupo participou do filme "Abacaxi Azul" de J. Rui.
Em 1946, Hélio Verri foi substituído por Russinho (José Ferreira Soares). Com a nova formação, viajaram para Argentina e México e atuaram em 11 filmes, centre eles "Perdida", "Aventura" e "Senhora tentação".
Em 1948, todos os membros do grupo, com exceção de Léo Vilar, foram para os Estados Unidos para substituir o Bando da Lua. Léo Vilar, então, preencheu os membros faltantes com ex-integrantes do grupo Os Namorados, eles são: Chicão, Miltinho e Nanai.
Em 1959, os membros que foram para os EUA, retornaram, ficando composto por Léo Vilar, Gaúcho, Miguel Ângelo e Paulo César. O Anjos do Inferno, com essa formação, apareceu no Teatro João Caetano, no Rio de Janeiro, para se apresentar para a revista De Cabral a JK, de Max Nunes, J. Maia e José Mauro.
Em 1967, voltou para a formação, ex-integrantes, ficando agora: Leo Vilar, Walter Pinheiro, Aluísio Ferreira, Roberto Medeiros, Harry Vasco de Almeida e Russinho.

## Integrantes

### Formação
- Léo Vilar (1936 - 1957. 1959 - [quando?])
- Aluísio Ferreira (1938 - 1948. 1967 - [quando?])
- Harry Vasco de Almeida (1938 - 1948. 1967 - [quando?])
- Roberto Medeiros (1942 - 1948. 1967 - [quando?])
- Walter Pinheiro (1942 - 1948. 1967 - [quando?])
- Russinho (1946 - 1948. 1967 - [quando?])

### Ex-integrantes
- Gaúcho (1959 - 1967)
- Miguel Ângelo (1959 - 1967)
- Paulo César (1959 - 1967)
- Chicão (1948 - 1957)
- Miltinho (1948 - 1957)
- Nanai (1948 - 1957)
- Hélio Verri (1942 - 1946)
- Renato Batista (somente em 1942)
- Filipe Brasil (1934 - 1942)
- Moacir Bittencourt (1934 - 1942)
- Alberto Paz (1938 - 1942)
- Antônio Barbosa (1934 - 1938)
- José Barbosa (1934 - 1938)
- Milton Campos (1934 - 1938)
- Oto Alves Borges (1934 - 1936)

## Sucessos
- Amaralina, Alberto Costa Andrade (1951)
- Acontece Que Eu Sou Baiano, Dorival Caymmi (1944)
- Adeus, América, Geraldo Jacques e Haroldo Barbosa (1951)
- Bahia, Oi!… Bahia, Augusto Mesquita e Vicente Paiva (1940)
- Bolinha de Papel, Geraldo Pereira (1945)
- Boogie-woogie na favela, Denis Brean (1947)
- Brasil Pandeiro, Assis Valente (1941)
- Cordão dos Puxa-Sacos, Eratóstenes Frazão e Roberto Martins (1946)
- Dora, Dorival Caymmi (1947)
- Doralice, Antônio Almeida e Dorival Caymmi (1945)
- Helena, Helena, Antônio Almeida e Costantino Silva (1940)
- Já Que Está, Deixa Ficar, Assis Valente (1941)
- Nêga do Cabelo Duro, David Nasser e Rubens Soares (1942)
- Nós, os Carecas, Arlindo Marques Jr. e Roberto Martins (1942)
- Requebre Que Eu Dou Um Doce, Dorival Caymmi (1941)
- Rosa Morena, Dorival Caymmi (1942)
- Sereno, Antônio Almeida (1943)
- Vatapá, Dorival Caymmi (1942)
- Vestido de Bolero, Dorival Caymmi (1944)
- Você Já Foi à Bahia?, Dorival Caymmi (1941)
- Xô, Xô!, Antônio Almeida e Ciro de Souza (1941)